# Перилловое масло

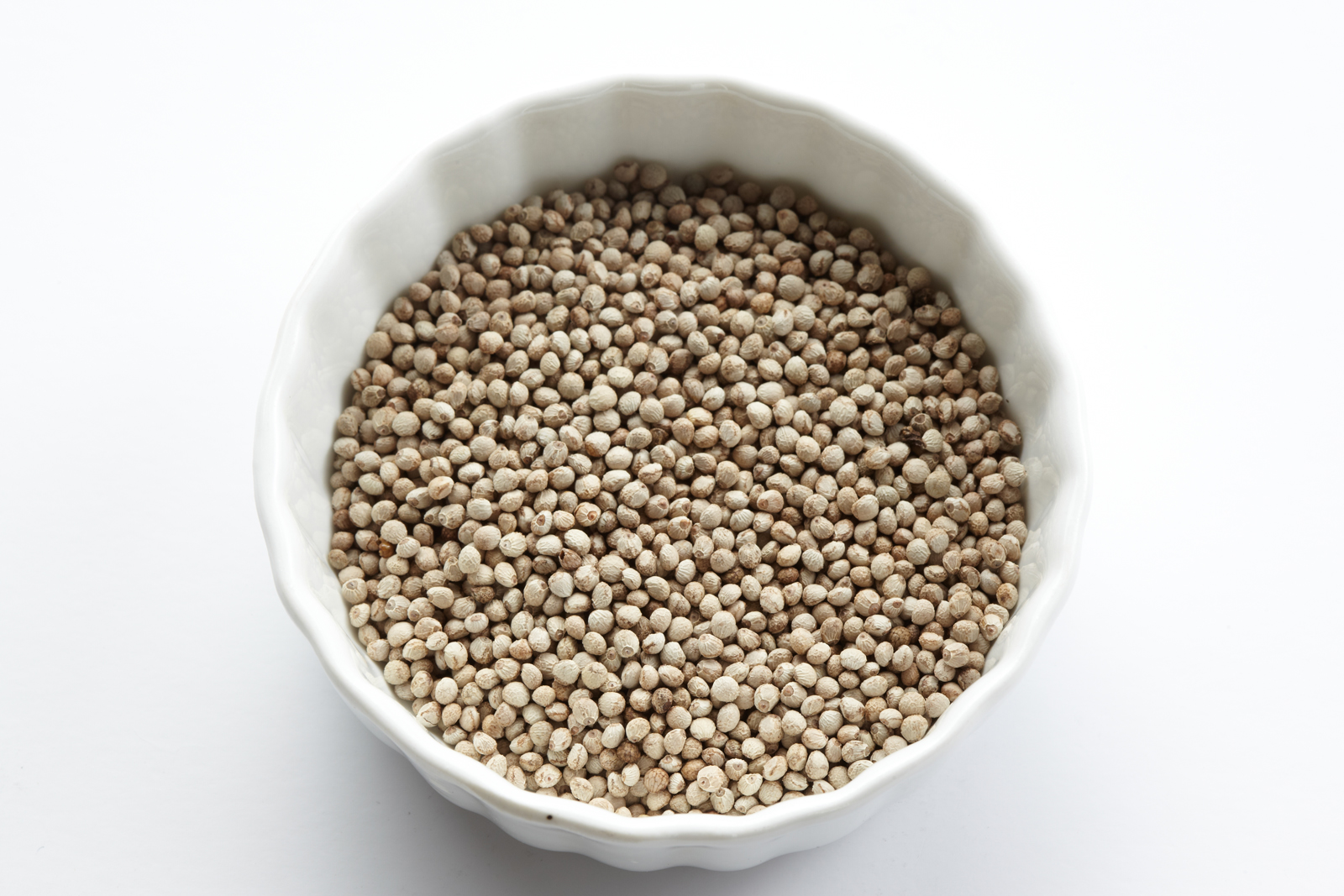
Семена периллы

Пери́лловое ма́сло — растительное масло, получаемое из семян масличного растения периллы кустарниковой (Perilla frutescens).

## Свойства
Йодное число: 190—206; температура застывания: —30 °C. Плотность 931 кг/м³ (при 15 °C). Энергетическая ценность 8,84 ккал/г (37 кДж/г).

## Состав
Содержание жирных кислот в триглицеридах масла (в процентах): линоленовой 65—70, линолевой около 16, олеиновой 14—23; насыщенных жирных кислот около 6—7. Содержание ненасыщенных жирных кислот в перилловом масле выше, чем в льняном, поэтому оно обладает большей плёнкообразующей способностью.

## Применение
Перилловое масло «высыхает» быстрее льняного масла и образует более прочную плёнку. Употребляется для технических целей — в производстве плёнкообразующих масляных красок, изготовления полупрозрачной бумаги типа пергамента, в типографских красках, производстве линолеума, водонепроницаемых покрытий на ткани.
В Японии масло периллы использовалось для заправки масляных ламп до начала 16 века, пока его в этом применении не вытеснило рапсовое масло.
В традиционной корейской кухне очищенное масло из обжаренных семян периллы и кунжутное масло являются двумя основными маслами, используемыми в ароматизаторах, приправах и соусах.
Жмых после отжима масла из семян можно использовать в качестве органического удобрения или корма для скота.